# Papyrus 122
Papyrus 122 (volgens de nummering van Gregory-Aland) of {\displaystyle {\mathfrak {P}}^{122}}, of P.Oxy. 4806, is een oud Grieks afschrift van het Nieuwe Testament op papyrus. Het bevat Johannes 21:11-14,22-24; er zijn slechts twee fragmenten van hetzelfde blad bewaard gebleven. Op grond van het schrifttype wordt een ontstaan in de 4e/5e eeuw aangenomen.
Het wordt bewaard in de Papyrologie-afdeling van de Art, Archaeology and Ancient World Library in Oxford, Verenigd Koninkrijk, nr 4806.
De Griekse tekst van de codex vertegenwoordigt de Alexandrijnse tekst.
Het handschrift is onregelmatig, de ruimte tussen de letters is niet overal even groot.
Het maakt gebruik van de nomina sacra. De naam Ιησους (Jezus) wordt afgekort tot ΙΗΣ (de meeste handschriften gebruiken als afkorting ΙΣ). Het getal 153 is afgekort— ΡΝΓ.
In Johannes 21:14 is het woord Ιησους (Jezus), weggelaten, net als in de Codex Washingtonianus, Andere handschriften hebben dit woord wel, meestal met een lidwoord (ο Ιησους).
| {\displaystyle {\mathfrak {P}}}122   | vertaling                                           |
| Ανεβη ουν Σιμων Πετρος και ειλ       | Simon Petrus ging aan boord en                      |
| κυσεν το δικτυον εις την γην μεσ     | sleepte het net aan land, vol,                      |
| τον ιχθυων μεγαλων ΡΝΓ και το        | grote vissen, welgeteld honderd drieënvijftig; en   |
| σουτων οντων ουκ εσχισθη το δικ      | hoewel er zoveel waren, scheurde het niet.          |
| τυον λεγει αυτοις ο ΙΗΣ δευτε αριστη | Jezus zei tegen hen: ‘Kom, eet iets.’               |
| σατε ουδεις δε ετολμα των μαθητων ε  | Geen van de leerlingen durfde hem te                |
| ξετασαι αυτων Συ τις ει ειδοτες οτι  | vragen wie hij was, ze begrepen                     |
| ο ΚΣ εστιν ερχεται ΙΗΣ και λαμ       | dat het de Heer was. Jezus nam het                  |
| βανει τον αρτον και διδωσιν αυτοις   | brood en gaf hun ervan,                             |
| και το οψαριον ομοιως τουτο ηδη      | en hij gaf hun ook vis. Dit was al                  |
| τριτον εφανερωθη τοις μαθηταις       | de derde keer dat Jezus aan de leerlingen verscheen |
| εγερθεις εκ νεκρων                   | nadat hij uit de dood was opgestaan.                |

De rode letters ontbreken.

### Officiële registratie
- "Continuation of the Manuscript List" Institute for New Testament Textual Research, Universiteit van Münster. Retrieved April 9, 2008